# Wonder Woman (film fra 2017)
 For alternative betydninger, se Wonder Woman (flertydig). (Se også artikler, som begynder med Wonder Woman)
 Der er for få eller ingen kildehenvisninger i denne artikel, hvilket er et problem. Du kan hjælpe ved at angive troværdige kilder til de påstande, som fremføres i artiklen.

Wonder Woman er en amerikansk superheltefilm fra 2017 baseret på DC Comics superhelten af samme navn, distribueret af Warner Bros. Pictures, filmen er instrueret af Patty Jenkins og med Gal Gadot, Chris Pine, Robin Wright og Connie Nielsen i hovedrollerne.

## Medvirkende
- Gal Gadot som Diana Prince / Wonder Woman
- Chris Pine som Steve Trevor
- Robin Wright som General Antiope
- Connie Nielsen som Dronning Hippolyta
- Lisa Loven Kongsli som Menalippe
- Lucy Davis som Etta Candy
- Elena Anaya
- Ewen Bremner
- David Thewlis
- Danny Huston

## Modtagelse
Filmen satte rekord med den mest succesfulde åbningsweekend i Nordamerika for en kvindelig instruktør siden Fifty Shades of Grey fra 2015.